# Axelle Étienne
Axelle Étienne (Bondy, 26 de marzo de 1998) es una deportista francesa que compite en ciclismo en la modalidad de BMX.
Ganó una medalla de bronce en el Campeonato Mundial de Ciclismo BMX de 2019, en la carrera femenina. Participó en los Juegos Olímpicos de Tokio 2020, ocupando el séptimo lugar en la prueba individual.

## Palmarés internacional
| Campeonato Mundial | Campeonato Mundial       | Campeonato Mundial | Campeonato Mundial |
| Año                | Lugar                    | Medalla            | Competición        |
| ------------------ | ------------------------ | ------------------ | ------------------ |
| 2019               | Heusden-Zolder (Bélgica) | Medalla de bronce  | Carrera            |